# Schwaiger
Schwaiger ist ein deutscher Familienname.

## Namensträger
- Albin Schwaiger (1758–1824), deutscher Meteorologe und Augustiner-Chorherr
- Andreas Schwaiger (* 1968), deutscher Schauspieler
- Andreas Maria Schwaiger (* 1969), deutscher Schauspieler
- Alois Schwaiger (* 1940), österreichischer Autor
- Anton Schwaiger (Elektrotechniker) (1879–1954), deutscher Elektrotechniker
- Anton Schwaiger (Politiker) (1911–1975), österreichischer Politiker (ÖVP)
- Axel Schwaiger (* 1963), deutscher Lehrer und Historiker
- Beppo Schwaiger (1902–1976), deutscher Schauspieler und Kabarettist
- Brigitte Schwaiger (1949–2010), österreichische Schriftstellerin
- Bruno Schwaiger (1877–1927), deutscher Kaufmann und Genossenschaftsdirektor
- Clemens Schwaiger (* 1962), deutscher Ordensbruder, Salesianer Don Boscos, Philosoph
- Dominik Schwaiger (* 1991), deutscher Skirennläufer
- Doris Schwaiger (* 1985), österreichische Beachvolleyball-Spielerin
- Franz von Schwaiger (1827–1913), österreichischer Jurist
- Franz Schwaiger (Schauspieler) (1877–1926), österreichischer Schauspieler, Theaterleiter und -regisseur
- Franz Schwaiger (Jagdflieger) (1918–1944), deutscher Jagdflieger
- Fritz Schwaiger (1878–1953), deutscher Maler
- Georg Schwaiger (Ringer) (* 1923), deutscher Ringer
- Georg Schwaiger (Historiker) (1925–2019), deutscher Kirchenhistoriker
- Gerhard Schwaiger (* 1959), deutscher Koch
- Gernot Schwaiger (* 1952), deutscher Lithograf, Zeichner und Bildhauer
- Günter Schwaiger, österreichischer Regisseur
- Hanuš Schwaiger (1854–1912), tschechischer Maler und Grafiker
- Harald Schwaiger (* 1973), österreichischer Schauspieler, Theatergründer und -intendant
- Heinrich Schwaiger († 1902), deutscher Alpinist (DAV-Sektion München)
- Hildegard Schwaiger (* 1955), österreichische Politikerin (FPÖ)
- Josef Schwaiger (Politiker, 1889) (1889–??), österreichischer Politiker (SDAP), Salzburger Landtagsabgeordneter
- Josef Schwaiger (Widerstandskämpfer) (1905–1944), österreichischer Feuerwehrmann und Widerstandskämpfer, Opfer der NS-Justiz
- Josef Schwaiger (Skirennläufer) (1930–2014), deutscher Skirennläufer
- Josef Schwaiger (Künstler) (* 1962), österreichischer bildender Künstler
- Josef Schwaiger (Politiker, 1965) (* 1965), österreichischer Politiker (ÖVP), Salzburger Landesrat
- Joseph Michael Schwaiger (1841–1887), österreichischer Schriftsteller und Seelsorger
- Julia Schwaiger, Geburtsname von Julia Leitinger (* 1996), österreichische Biathletin
- Konrad Schwaiger (1935–2021), deutscher Politiker
- Manfred Schwaiger (* 1963), deutscher Wirtschaftswissenschaftler
- Markus Schwaiger (* 1950), deutscher Nuklearmediziner
- Michael Schwaiger (Politiker) (* 1970), deutscher Politiker (Freie Wähler)
- Michael Schwaiger (Fußballspieler) (* 1970), österreichischer Fußballspieler
- Peter Schwaiger (* 1968), österreichischer Schriftsteller und Musiker
- Rosl Schwaiger (1918–1970), österreichische Sängerin
- Rudolf Schwaiger (Politiker) (1920–1986), österreichischer Politiker (ÖVP)
- Rudolf Schwaiger (Bildhauer) (1924–1979), österreichischer Bildhauer
- Stefanie Schwaiger (* 1986), österreichische Beachvolleyball-Spielerin
- Toni Schwaiger (* 1966), deutscher Programmierer
- Wilhelm Schwaiger (Musiker, 1926) (1926–2005), österreichischer Musiker (Alphorn), Komponist und Bläserensemblegründer
- Wilhelm Schwaiger (Musiker, 1961) (* 1961), österreichischer Hornist